# 시스탄
| 카스피해 페르시아만 호르무즈 해협 메소포타미아 이라크 쿠웨이트 사우디아라비아 아무다리야강 하리강 파키스탄 인더스강 힌두쿠시산맥 바바산맥 아프가니스탄 우르미아호 엘부르즈산맥 코페트다그 투르크메니스탄 나마크호 자그로스(북부) 자그로스(남부) 자얀데루드강 이란 자르드쿠산 제발바레즈 하자란 카비르 사막 루트 사막 헬만드강 하문호 고드자레 시스탄 발루치스탄 |
| 이란고원에서의 시스탄의 위치 |

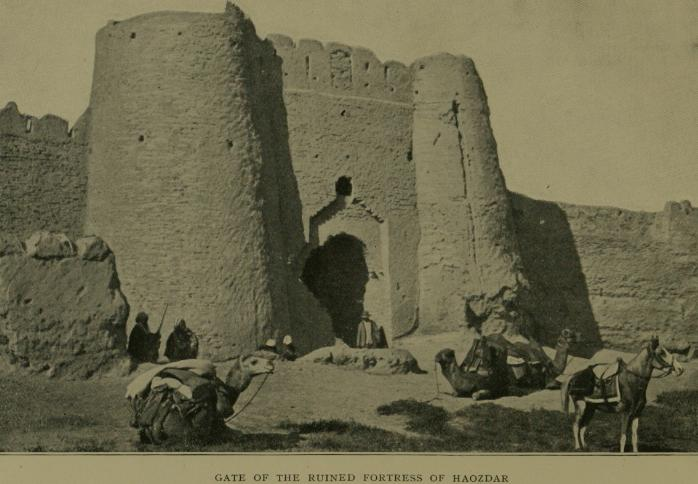
시스탄에 있는 하오즈다르(Haozdar)의 문

시스탄(Sistan) 혹은 세이스탄(Seistan, 페르시아어: سیستان)은 동부 이란의 시스탄오발루체스탄 주에서 아프가니스탄의 님르주 주, 파키스탄의 발루치스탄 주에 걸쳐 있는 면적 약 2만km2의 지역이다. 이름의 어원은 기원전 2세기에 스키타이인에게 정복당해서 현재 시스탄 지역과 그 일대가 사카스탄이라고 불린 것에서 왔다. 샤냐메에서는 시스탄 지역에 있는 도시 이름인 자불리스탄이라고도 칭하기도 했다.
지형적으로는 헬만드강을 비롯하여 많은 내륙하천이 흘러들지만 건조지대인 고원의 분지이기 때문에 홍수 이외에는 지표수가 보이지 않는 건천이다. 헬만드강은 힌두쿠시산맥에서 발원하여 오는 강으로서, 담수의 강이지만 바다나 호수로 흘러나가지 않는 큰 강이다.
현재 주민의 다수는 발루치족, 파슈툰인이고 보리, 밀, 목화가 재배되고 있다.

## 역사
이 지역은 기원전 2세기에는 스키타이인에게 정복당했고 기원전 100년경에는 이 스키타이인들이 파르티아 제국에게 패배하여 주변 지역을 빼았겼으며, 기원후 1세기 중반에는 쿠샨 제국에게 합병되었다. 다시 3세기 중반에는 사산 왕조 페르시아에 정복당했다. 643년에서 644년에는 이슬람 교도들이 케르만에 거점을 두고 이 지역에서 조로아스터교를 믿고 있던 시스탄인들을 정복하기 시작했고 시스탄인들에게 카라즈를 내게 했다. 861년에는 사파리드 왕조라는 이슬람 왕조가 들어섰다.